# Królowie Rwandy
Królowie Rwandy:

## DynastiaBanyarwanda
- Ndahiro I
- Nsoro
- Ruganzu I (1438–1482)
- Cyirima I (1482–1506)
- Kigeri I (1506–1528)
- Mibabwe I (1528–1552)
- Yuhi I (1552–1576)
- Ndahiro II (1576–1600)
- Ruganzu II (1600–1624)
- Mutara I (1624–1648)
- Kigeri II (1648–1672)
- Mibambwe II (1672–1696)
- Yuhi II (1696–1720)
- Karemeera (1720–1744)
- Cyirima II (1744–1768)
- Kigeri III (1768–1792)
- Mibabwe III (1792–1797)
- Yuhi III (1797–1830)
- Mutara II (1830–1853)
- Kigeri IV (1853–1895)
- Mibambwe IV (1895–1896)
- Yuhi IV (1896–1931)
- Mutara III (1931–1959)
- Kigeli V (1959–1961)